# Synechanthus
Genre
Classification phylogénétique
Espèces de rang inférieur
- Synechanthus dasystachys De Gracia & Grayum
- Synechanthus fibrosus (H.Wendl.) H.Wendl.
- Synechanthus warscewiczianus  H.Wendl.

Synechanthus est un genre de palmiers de la famille des Arecaceae natif du Mexique, de l'Amérique du Sud et de l'Amérique centrale. Il contient les espèces suivantes :
- Synechanthus dasystachys
- Synechanthus fibrosus
- Synechanthus warscewiczianus

## Classification
- Famille des Arecaceae
  - Sous-famille des Ceroxyloideae
    - Tribu des Chamaedoreeae[1]

Ce genre partage sa tribu avec 4 autres genres : Hyophorbe, Gaussia, Chamaedorea et Wendlandiella.